# Condylostylus flavipes
Condylostylus flavipes är en tvåvingeart som först beskrevs av Aldrich 1904.  Condylostylus flavipes ingår i släktet Condylostylus och familjen styltflugor. Inga underarter finns listade i Catalogue of Life.